# Jan Chryzostom
Jan Chryzostom (gr. Ἰωάννης ὁ Χρυσόστομος), Jan Złotousty (cs. Иоа́нн Златоу́ст, архиепископ Константинопольский; ur. przed 350 w Antiochii, zm. 14 września 407) – biskup Konstantynopola, pisarz chrześcijański, uznawany za największego kaznodzieję kościoła wschodniorzymskiego, doktor Kościoła, święty Kościoła katolickiego i prawosławnego.
Wraz ze śś. Bazylim Wielkim i Grzegorzem z Nazjanzu jest uznawany za jednego z największych ojców Kościoła tradycji bizantyńskiej. Zreformował tekst anafory liturgii Eucharystii, nazwanej odtąd jego imieniem i odprawianej w Cerkwi prawosławnej i Kościołach greckokatolickich w ciągu prawie całego roku liturgicznego.

## Życiorys
Urodził się około 347 (według źródeł zachodnich – około 349) w Antiochii Syryjskiej, w zamożnej rodzinie – jego ojciec był wysokiej rangi oficerem, który zmarł wkrótce po narodzinach syna. Wychowywała go matka Antuza, pochodząca z Grecji. Był uczniem pogańskiego filozofa Libaniosa i Ammiana Marcellina, najwybitniejszego historyka późnego antyku. W swoich mowach naśladował styl Demostenesa.
Chrzest przyjął mając 20 lat, po czym został lektorem u boku biskupa Antiochii Melecjusza. Prowadził ascetyczne życie. W 371 r. opuścił Antiochię i udał się na pustynię. Po sześciu latach bycia pustelnikiem powrócił i przyjął święcenia kapłańskie. Od 381 r. nauczał w kościołach Antiochii, a dzięki swym zdolnościom krasomówczym zyskał przydomek „Złotousty”. Stał się sławnym kaznodzieją. W 397 został patriarchą Konstantynopola. W stolicy odprawiał nabożeństwa, w których chwalił zasady ubóstwa, wstrzemięźliwości i jałmużny, a jednocześnie piętnował nadużycia na dworze cesarskim. W 403 r. cesarzowa Eudoksja, żona cesarza Arkadiusza, wraz z biskupami na synodzie „pod dębem” doprowadziła do pozbawienia Jana urzędu i zesłania na banicję. Początkowo wyroku synodu nie wykonano. Jednak, ponieważ Jan kontynuował wystąpienia przeciwko cesarzowej, ostatecznie wygnano go do Armenii. Stamtąd nadal słał krytyczne listy do Konstantynopola, dlatego postanowiono zesłać go na wybrzeże Morza Czarnego. Nie dotarł tam jednak, gdyż zmarł w drodze z wycieńczenia. Tuż przed śmiercią rzekł „Chwała Bogu za wszystko”. Relikwie św. Jana Chryzostoma zostały później umieszczone w Konstantynopolitańskim kościele Świętych Apostołów.
Za życia był nieustraszonym obrońcą moralności, piętnującym nadużycia wiernych, nawet cesarzy – to właśnie ściągnęło na niego prześladowania. Jan Złotousty uprawiał również teologię – zajmował się chrystologią, zagadnieniami grzechu pierworodnego, pokuty i kapłaństwa, a przede wszystkim Eucharystią („doktor Eucharystii”).

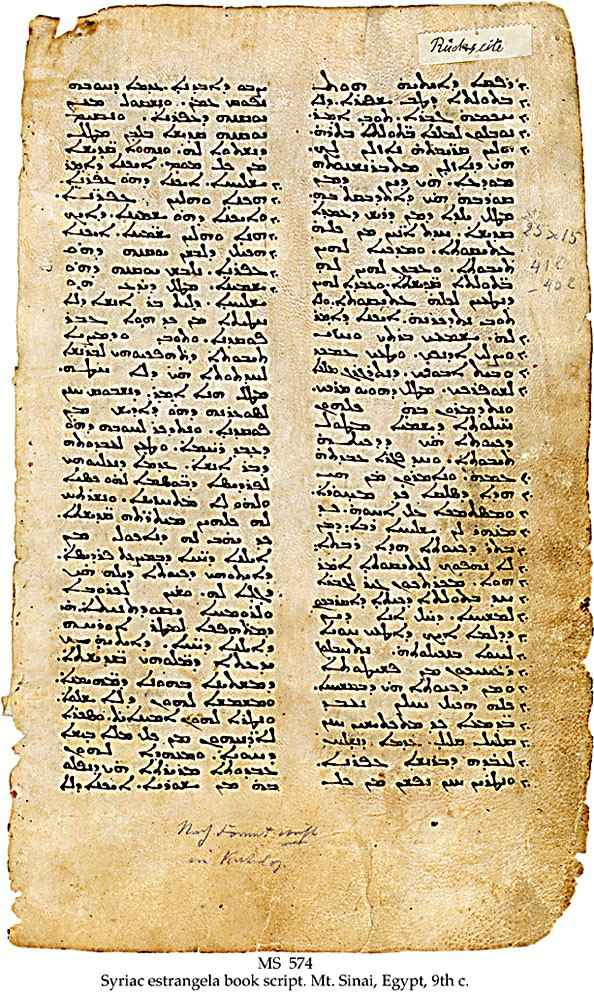
Manuskrypt w j. syryjskim z IX wieku zawierający homilie Chryzostoma do Ewangelii według św. Jana. Pergamin z Klasztoru św. Katarzyny na Synaju.

## Dzieła
Wśród dzieł przypisywanych Janowi Chryzostomowi jest bardzo wiele utworów wątpliwego pochodzenia, stąd, jak zwrócił uwagę Marek Starowieyski, koniecznym instrumentem jakiejkolwiek pracy nad dorobkiem biskupa Konstantynopola są dwie publikacje: Clavis Patrum Graecorum, Turnhout 1974 z Supplementem z 1998 r., opublikowane w ramach serii greckiej kolekcji Corpus Christianorum oraz Repertorium Pseudochrysostomicum J. de Aldama, wydane w Paryżu w 1965 roku.
Dzieła Jana Chryzostoma (22 tomy) obejmują m.in.:

### Liturgiczne
- kanon liturgii świętej Boska Liturgia św. Jana Złotoustego; Wybór pism. Modlitwy liturgiczne. Pisma o charakterze wychowawczym. Przekł. ks. Henryk Paprocki, ks. Wojciech Kania. Wstęp i opracowanie Henryk Paprocki, Anna Słomczyńska, ATK Pisma Starochrześcijańskich Pisarzy 13, Warszawa 1974, s. 321.

### Pisma teologiczne
- Dialog O kapłaństwie, przekł. z grec. Wojciech Kania ; wstęp Henri de Lubac, Marek Starowieyski; oprac. M. Starowieyski, wyd. M Biblioteka Ojców Kościoła 1, Kraków 1992, s. 151. Tekst grecki: Sources Chrétiennes 272 (oprac. Anne-Marie Malingrey).
- Traktat O wychowaniu dzieci, przeł. Wojciech Kania, w: O małżeństwie, wychowaniu dzieci i ascezie, przekł. Wojciech Kania i in.; oprac. i wstęp Józef Naumowicz; Wydaw. M Biblioteka Ojców Kościoła 19; Kraków 2002, ss. 73–105, ISBN 83-7221-433-6.
- 370–401 r. – Traktat O dziewictwie; Sch 125 /1966 r./; PG ss. 48, 533–596.

### Kazania

#### Komentujące Pismo święte
- Homilie na Ewangelię według św. Mateusza. Przeł. Jan Krystyniacki. Rewizja, oprac. i przypisy ks. Arkadiusz Baron, Elwira Buszewicz, wydawnictwo WAM t. 1 (homilie 1-40) Źródła Myśli Teologicznej 18, Kraków 2000, s. 479, ISBN 83-7097-795-2, t. 2. (homilie 41–90) Źródła Myśli Teologicznej 23, s. 558, ISBN 83-7097-929-7.
- Homilie na Ewangelię św. Jana (PG 59)[2].
- Homilie na Księgę Rodzaju Rdz. 1–3, wprow., przekł. i oprac. Sylwia Kaczmarek, wydawnictwo WAM Źródła Myśli Teologicznej 45, Kraków 2008, s. 126, ISBN 978-83-7505-051-6.
- Komentarz do Listu św. Pawła do Galatów, wprow. Grzegorz Szamocki, przeł. i oprac. Jan Iluk. Wydawnictwo WAM Źródła Myśli Teologicznej 47, Kraków 2008, s. 150. ISBN 978-83-7505-050-9
- Homilie na List św. Pawła do Rzymian, PG 60, 477; tłumaczenie polskie: T. Sinko, Kraków 1995 PAT, t. I/1, s. 237.
- Homilie do 1 i 2 Listu św. Pawła do Koryntian[3].
- Homilie do Listów do Efezian, Filipian, Kolosan, Tesaloniczan, Tymoteusza, Tytusa, i Filemona[4].

#### Kazania o życiu chrześcijańskim i okolicznościowe
- 21 homilii o posągach do ludu Antiochii (Homiliae XXI de Statuis ad populum Antiochiae), PG 49, 15–222.
- Katechezy chrzcielne, homilie katechetyczne do tych, którzy mają być oświeceni oraz do neofitów. Wojciech Kania (przekład z jęz. greckiego), Marek Starowieyski (wstęp i oprac.). Lublin: Kerygma, 1993, s. 131, seria: U Źródeł Katechumenatu 1. Tekst grecki: Sources chrétiennes 50bis, wyd. Antoine Wenger AA.
- Jakie kobiety należy brać za żony (Quales ducendae sint uxores PG 51, 225–242), Tatiana Krynicka (przekład), Stanisław Longosz (wstęp i komentarz), „Vox Patrum” 29 (2009) t. 53–54, ss. 599–621. O przygotowaniu do życia w małżeństwie i wyborze żony.
- Mowy przeciwko judaizantom i Żydom. Przeciwko Żydom i Hellenom. Przekład i opracowanie Jan Iluk, Wydawnictwo WAM Źródła Myśli Teologicznej 41, Kraków 2007, s. 330, ISBN 978-83-7318-910-2.

### Listy
- Przeciw duchownym mieszkającym wspólnie z dziewicami (Contra eos qui subintroductas habent virgines), (ok. 383 r.), Robert Sawa (przekład z wydania krytycznego J. Dumortiera /Paryż 1955/), St. Longosz (wstęp), w: Vox Patrum, 13–15 (1993–1995) z. 24–29, ss. 413–446. Jest to list pasterski Jana Chryzostoma skierowany przeciw praktykom niektórych duchownych, księży i mnichów, którzy mieszkali pod jednym dachem z dziewicami konsekrowanymi, pełniącymi posługę gospodyń domowych.

## Kult
Relikwie

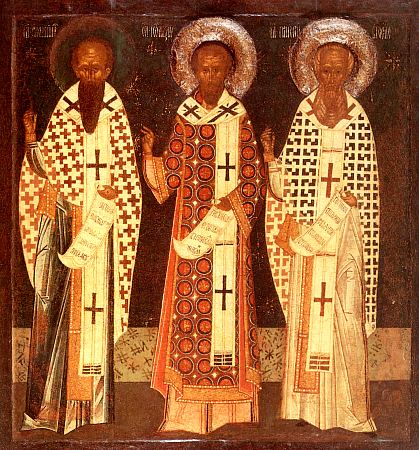
Trzech Świętych Hierarchów (od lewej): Bazyli Wielki, Jan Chryzostom i Grzegorz Teolog

27 stycznia 438 r. relikwie świętego trafiły do Konstantynopola. Ciało złożono w kościele Dwunastu Apostołów. W 1489 r. sułtan turecki Bajazyd II, podarował je królowi francuskiemu Karolowi VIII.
Od 1627 r. relikwie znajdują się w Rzymie, w bazylice św. Piotra, w kaplicy Chóru. Jego relikwie znajdują się dzisiaj także na Górze Athos, w Brugii, Clairvaux, Dubrowniku, Kijowie, Moguncji, Messynie, Moskwie, Paryżu i Wenecji.
W 2004 r. część relikwii została przekazana z Watykanu do Patriarchatu Konstantynopola. Są one wyeksponowane w katedrze św. Jerzego, siedzibie Patriarchy.
Doktor Kościoła
W 1568 papież Pius V ogłosił go doktorem Kościoła.
Patronat
Święty Jan Złotousty jest patronem kaznodziejów i Konstantynopola.
Dzień obchodów
Obowiązkowe wspomnienie liturgiczne w Kościele katolickim w zwyczajnej formie rytu rzymskiego obchodzone jest 13 września, natomiast w nadzwyczajnej formie rytu rzymskiego 27 stycznia. Cerkiew prawosławna wspomina świętego kilkakrotnie z uwagi na kult, jakim darzy świętego: 27 stycznia/9 lutego, tj. 9 lutego według kalendarza gregoriańskiego (w rocznicę przeniesienia relikwii), 14/27 września, tj. 27 września (w rocznicę śmierci), 13/26 listopada, tj. 26 listopada oraz razem ze świętymi – Bazylim Wielkim i Grzegorzem z Nazjanzu 30 stycznia/12 lutego, tj. 12 lutego.
Ikonografia
W ikonografii święty przedstawiany jest jako starszy mężczyzna z krótką, niekiedy spiczastą bródką i łysiną czołową, odziany w biskupie szaty typu bizantyjskiego.
Atrybuty
Prawą rękę ma uniesioną w błogosławieństwie, w lewej trzyma ewangelię, niekiedy krzyż.
Często spotykany jest na ikonach „Trzech Wielkich Hierarchów” razem ze św. Bazylim Wielkim i św. Grzegorzem Teologiem, spośród których wyróżnia się przede wszystkim najkrótszą brodą.

W sztuce zachodniej jego atrybutem jest również osioł i pisarskie pióro.

### Polskie przekłady
- Jan Chryzostom, Dialog o kapłaństwie, przeł. Wojciech Kania, wstęp ks. kardynał Henri de Lubac SJ, Marek Starowieyski, opracowanie Marek Starowieyski, Kraków 1992. Biblioteka Ojców Kościoła t. 1.; pierwsze wydanie: przeł. Wojciech Kania, Poznań 1949. Pisma Ojców Kościoła, t. 23.
- św. Jan Złotousty, 20 homilii i mów, przeł. Tadeusz Sinko, Kraków 1947. Złoty wiek myśli chrześcijańskiej t. 2.
- św. Jan Złotousty, Homilia na zmartwychwstanie pańskie, Tarnów 1991. Głos tradycji t. 23.
- Jan Chryzostom, Homilia 19 na Ewangelię św. Mateusza (fragm.) i Homilia na słowa: Jeśli możliwe Ojcze, przeł. K. Bielawski, [w:] Modlitwa Pańska. Komentarze greckich Ojców Kościoła IV–V w., redakcja K. Bielawski, Tyniec – Kraków 1995, Wydawnictwo Benedyktynów, ss. 91–119.
- Jan Chryzostom, Homilia XX na List do Efezjan, [w:] John Meyendorff, Małżeństwo w Prawosławiu. Liturgia, teologia, życie, przeł. K. Leśniewski, Lublin 1995, ss. 95–104.
- Jan Chryzostom, Homilia o modlitwie (fragm.), przeł. Tadeusz Sinko, Jan Birkenmajer, W. Kania, [w:] Małonowiczówna Leokadia, Antologia modlitwy wczesnochrześcijańskiej, pracę ukończył i do druku przygotował L. Gładyszewski, Lublin 1993, TN KUL, ss. 71–88 i 260. Starożytne Teksty Chrześcijańskie t.
- Jan Chryzostom, Homilia o modlitwie, przeł. W. Kania, w: ks. Szczepan Pieszczoch, Patrologia, t.2: Ojcowie mówią, Gniezno 1994, ss. 133–137.
- Jan Chryzostom, Homilie i kazania wybrane, przeł. Wojciech Kania, oprac. i wstęp J. Bojarski, Warszawa 1971. Pisma Starochrześcijańskich Pisarzy.
- Jan Chryzostom, Homilie katechetyczne [w:] Sakramenty wiary. Ojcowie Kościoła o sakramentach, oprac. i przeł. Wojciech Kania, Kraków 1970.
- Jan Chryzostom, Homilie na List św. Pawła do Rzymian, t. 1, przeł. T. Sinko, oprac. tekstu A. Baron, Kraków 1995, Wyd. Naukowe PAT.
- Jan Chryzostom, Homilie na listy pasterskie św. Pawła i na list do Filemona, przeł. Tadeusz Sinko, Kraków 1949. Złoty wiek myśli chrześcijańskiej t. 3.
- Jan Chryzostom, Hymn dziękczynny po posiłku, przeł. M. Bednarz, [w:] Światła ekumeny. Antologia patrystyczna, oprac. Andrzej Bober, Kraków 1965, s. 509.
- Jan Chryzostom, Katechezy chrzcielne (Homilie katechetyczne dla tych, którzy mają być oświeceni oraz do neofitów), przeł. Wojciech Kania, wstęp i opracowanie Marek Starowieyski, t. 1–2, Lublin 1993–1994. U źródeł katechumenatu t. 1–2.
- Jan Chryzostom, Kazanie na Epifamię, przeł. Wojciech Kania, [w:] Kazania i homilie na święta Pańskie i Maryjne, red. L. Gładyszewski, Lublin 1976, ss. 79–88
- Jan Chryzostom, Listy, przeł. Wojciech Kania i Leokadia Małunowiczówna, [w:] Antologia listu starochrześcijańskiego, t. 1, Listy z dziedziny kierownictwa duchownego, red. Leokadia Małunowiczówna, Lublin 1978, ss. 235–254.
- Jan Chryzostom, Mowy, [w:] Antologia mów Bazylego, Grzegorza z Nazjanzu i Jana Chryzostoma, przeł. Jan Liban, Kraków 1528.
- Jan Chryzostom, Mowy katechetyczne, przeł. Wojciech Kania, [w:] Sakramenty wiary, przełożyli Andrzej Bober, Wojciech Kania, Kraków 1970.
- Jan Chryzostom, Myśli, wybrał i przełożył Jan Birkenmajer, Poznań 1937 (reprint Poznań 1996).
- św. Jan Chryzostom, Nowe stworzenie [w:] Verbraken Patrick - Pierre Dom OSB, Starowieyski Marek Ks., Ojcowie Kościoła. Panorama patrystyczna, Warszawa 1991, Wyd. Archidiecezji Warszawskiej, ss. 147–150.
- O małżeństwie, wychowaniu dzieci i ascezie. Wojciech Kania (przekład), Józef Naumowicz, Jerzy Krykowski (oprac. i wstęp). Kraków: Wydawnictwo M, 2002, s. 304, seria: Biblioteka Ojców Kościoła 19. ISBN 83-7221-433-6.
- Jan Chryzostom, Pisma, przeł. A. Załęski, t. 1–4, Warszawa 1854–1858.
- św. Jan Złotousty, Poemat wychowawczy, przeł. W. Kania Tarnów 1985. Głos tradycji t.11.
- Jan Chryzostom, Przeciw duchownym mieszkającym wspólnie z dziewicami, przeł. Robert Sawa, wstęp Stanisław Longosz, „Vox Patrum” 13–15 (1993–1995), z. 24–29, ss. 413–446.
- św. Jan Złotousty, Rodzina małym kościołem, przeł. W. Kania, Tarnów 1991. Głos tradycji t. 22.
- Jan Chryzostom, Wybór pism. Modlitwy liturgiczne. Pisma o charakterze wychowawczym, przeł. H. Paprocki i Wojciech Kania, wstęp H. Paprocki, A. Słomczyńska, Warszawa 1974. Pisma Starochrześcijańskich Pisarzy.
- Jan Chryzostom, Wykład Ewangelii św. Mateusza w 90 homiliach zawarty, przeł. Jan Krystynacki, t. 1–3, Lwów 1886.

### Opracowania
- J.N.D. Kelly: Złote Usta. Jan Chryzostom – asceta, kaznodzieja, biskup. K. Krakowczyk (przekład), M. Cielecka (korekta przekładu). Bydgoszcz: Homini, 2001, s. 350. ISBN 83-87933-45-7.
- M. Starowieyski: Bibliografia uzupełniająca. W: J.N.D. Kelly: Złote Usta. Jan Chryzostom. Bydgoszcz: Homini, 2001, s. 322–327. (Bibliografia wydań Jana Chryzostoma i polskojęzycznych opracowań)